# 神聖怪物們
《神聖怪物們》，河原れん所著的小說，是一部以醫院為舞台，圍繞在醫生等“聖職人員”們之間的欲望而展開的故事。

## 登場人物
大久保紀念醫院
- 司馬健吾 (28) - 岡田将生

菜鳥外科醫生
由於不擅於對上司的人際處理，而從慶林大學醫院被調職至貧窮的系列醫院—大久保紀念醫院。
因為自己尚未是個獨當一面的外科醫師，對於處在大久保醫院時，常常需要親自上陣進行手術，往往顯露出猶疑。但在春日井護士長的鼓勵與協助之下，慢慢地放下對技術不嫻熟的擔心。
對於傷病的患者，總是以真誠之心對待，有著不願輕易妥協的性格，並始終堅持自己身為醫生的信念，只不過這股信念是否能讓他的行醫之路一路順遂呢？
- 春日井優佳 (35) - 中谷美紀（少女期：葵わかな）

年輕能幹的護士長
在13歲那年父親母親相繼過世，與妹妹圭子相依為命，並以護士所賺取的微薄薪資供圭子念大學，但卻因一時想保護妹妹的心使她墮落為聖職怪物……。
- 平井瑶子 (25)- 大政絢

護士
以前在慶林大學醫院工作。
在美麗的臉孔下，似乎隱藏了一些不可告人的秘密。
- 佐藤久美 - 富永沙織

護士
- 糸川要次郎 (50) - 渡邊一惠

住院患者
通曉醫院內各種各樣的內幕訊息。
- 水原良二 (42) - 勝村政信

外科長
口頭禪是「不快點病患就會死掉呦！」。
- 茂田 尚 - 伊藤正之

婦產科醫生
為改善醫療診斷，不斷要求院長購買MRI，更以自身辭職後婦產科將面臨關門為要脅。
- 大久保志郎 (60) - 小日向文世

院長
是個醫術與醫德並進的好醫師，但缺乏財政控管與人事協調能力，被部屬與昔日同學不滿以及看輕。
日向財閥
- 日向圭子 (27) - 加藤愛（幼年期：飯島緋梨）

敏雄的妻子、優佳的妹妹、聖應育英會副理事長
大學主修幼兒教育學科。
由於在婚禮當日因流產而接受子宮切除手術，從此便喪失生育能力。儘管如此，還是無法克制住自己想擁有敏雄孩子的渴望，最後便將這份"聖職者"不該有的欲望，燃燒到自己的親姊姊身上……。
- 日向敏雄 (35) - 長谷川博己

圭子的丈夫、聖應育英會理事長
對妻子圭子隱藏著許多秘密。
- 日向 慶 (0) - 尾藤陽太 / 松尾侑羽海

表面上雖為敏雄和圭子的孩子，但實際上卻是三惠與其戀人之子。
- 有馬三惠 (25) - 鈴木杏

聖應幼稚園教師，擁有天真爛漫的性格
某天被優佳拜託而成為了圭子的代理孕母，但隨著時間母性的萌芽下，她決定不交出孩子，也就因此種下了一連串詭譎的醫療事件及一些不可告人之秘密……。
- 野口鞠子 - 藤吉久美子

聖應幼稚園園長
為流產之後心情不穩定的圭子感到擔心。
- 森宮希實代 - 森脇英理子

敏雄的前妻
與敏雄育有一子，工於心機，有一定計畫為自己的兒子，鋪陳於未來繼承者之道路。
- 森宮昭輔 - 加部亞門

敏雄和希實代的小孩。
- 日向重敏 - 浜田晃

敏雄的父親，昭輔和慶的爺爺，日向財閥會長。
- 日向華江 (62) - 山本陽子（特別出演）

敏雄的母親，昭輔和慶的奶奶
台面上待人和善，實際上卻是自私自利只顧家族顏面，因此使得將自己與家人推向了萬丈深淵。
其他
- 司馬宗吾 (58) - 平田満

健吾的父親、理髪店店長。
妻子（照片：佐佐木希）因生健吾難產過世，一心培育健吾長大成人。
- 竹内 悠 - 南圭介

慶林大學醫院外科醫生，健吾的同期。
- 塩野順三郎 - 山田明郷

慶林大學醫學院外科病房教授
派遣健吾到醫院工作。
- 平井邦夫 - 長谷川朝晴

瑶子的哥哥、警視廳西八王子警察署巡査部長
和妹妹瑶子有著不尋常的勾結關係。。
- 本間篤志 - 田中哲司

三惠的戀人、銚子市中央市政府終生學習部教務科
在視察訪問的幼兒園邂遘三惠，與三惠有不倫的關係。

## 電視劇
朝日電視台於2012年1月19日開始播映的週四晚間九點檔連續劇，由荒井修子、高山直也編劇，由岡田將生主演。

### 製作團隊
- 原作：河原 連「神聖怪物們」（幻冬舎文庫）
- 腳本：荒井修子、高山直也
- 音樂：澤田 完
- 總製作人：內山聖子
- 製作人：船津浩一、霜田一寿、池田禎子
- 導演：藤田明二、落合正幸、常廣丈太
- 制作協力：ザ・ワークス
- 制作：朝日電視台

### 主題曲
- 凱瑟琳·詹金斯 「聖母頌（舒伯特）」 （華納唱片·日本）

### 收視率
日本
| 各話                                                    | 放送日        | 日文副標題                          | 中譯副標題                                   | 腳本     | 導演     | 收視率 |
| ------------------------------------------------------- | ------------- | ----------------------------------- | -------------------------------------------- | -------- | -------- | ------ |
| 第1話                                                   | 2012年1月19日 | 嵐の夜の緊急オペ!! 外科医VS欲望の女 | 緊急的暴風雨夜晚！！外科醫生VS慾望之女       | 荒井修子 | 藤田明二 | 10.8%  |
| 第2話                                                   | 2012年1月26日 | 母親のお腹を盗む女                  | 盜取母親腹中胎兒的女人                       | 荒井修子 | 藤田明二 | 7.9%   |
| 第3話                                                   | 2012年2月2日  | 私の赤ちゃんを返して!               | 把我的寶寶還給我！                           | 高山直也 | 落合正幸 | 6.9%   |
| 第4話                                                   | 2012年2月9日  | 誘拐逃げる女と追う女!!              | 逃避誘拐的女人和被綁架的女人！！             | 荒井修子 | 落合正幸 | 5.6%   |
| 第5話                                                   | 2012年2月16日 | 緊急オペの真実!! 医療ミスか殺人か!? | 緊急手術的真相！！是醫療疏失還是蓄意殺人！？ | 高山直也 | 常廣丈太 | 7.0%   |
| 第6話                                                   | 2012年2月23日 | 真相暴かれた完全犯罪!!              | 完美犯罪的真相！！                           | 荒井修子 | 常廣丈太 | 7.7%   |
| 第7話                                                   | 2012年3月1日  | 殺したのは…あなただ!!               | 是你殺的…！！                                | 高山直也 | 落合正幸 | 6.8%   |
| 最終話                                                  | 2012年3月8日  | 衝撃の最終回!! 犯人の命を救え       | 震撼大結局！！拯救犯人的生命                 | 荒井修子 | 藤田明二 | 8.6%   |
| 平均收視率7.66%（收視率關東地區・Video Research社調べ） |               |                                     |                                              |          |          |        |